# Championnat de Suisse de football 1988-1989
Le championnat de Suisse de football de Ligue nationale A 1988-1989 voit la consécration du FC Lucerne. Emmenés par l’ex-Bâlois Peter Nadig (15 buts) et par l'Allemand Jürgen Mohr, les Lucernois remportent le premier titre de leur histoire. L'entraîneur Friedel Rausch a également pu compter sur le libero Roger Wehrli et sur un autre défenseur, Herbert Baumann, qui vient de faire son entrée dans les cadres de l'équipe nationale. Le club de Suisse centrale avait assuré sa première place en battant, sur son stade de l’Allmend et devant 23 400 spectateurs, les Grasshoppers par 1-0. Le meilleur buteur de l’année est l’Allemand Karl-Heinz Rummenigge, du Servette, avec 24 réussites.

## Format
Le championnat se compose de deux tours. Le tour préliminaire se déroule en automne avec 12 équipes. Le tour final a lieu au printemps avec les huit meilleures équipes du tour préliminaire. Celles-ci conservent la moitié de leurs points acquis au tour préliminaire. Les quatre derniers du tour préliminaire sont répartis en deux groupes avec les six premiers de chaque groupe de Ligue nationale B et jouent un tour de promotion/relégation à l'issue duquel quatre équipes, soit les deux premiers de chaque groupe, sont promues en Ligue nationale A, les autres restant en Ligue nationale B.

## Classements

### Tour préliminaire
| Place | Club               | Pts | J  | V  | N  | D  | Buts + | Buts - | Diff. |
| 1er   | FC Lucerne         | 28  | 22 | 10 | 8  | 4  | 27     | 25     | +2    |
| 2e    | Grasshopper Zürich | 27  | 22 | 10 | 7  | 5  | 41     | 29     | +12   |
| 3e    | AC Bellinzone      | 25  | 22 | 9  | 7  | 6  | 34     | 27     | +7    |
| 4e    | FC Sion            | 24  | 22 | 8  | 8  | 6  | 25     | 21     | +4    |
| 5e    | FC Wettingen       | 24  | 22 | 5  | 14 | 3  | 23     | 21     | +2    |
| 6e    | BSC Young Boys     | 23  | 22 | 8  | 7  | 7  | 45     | 36     | +9    |
| 7e    | Neuchâtel Xamax    | 23  | 22 | 7  | 9  | 6  | 39     | 33     | +6    |
| 8e    | Servette FC        | 22  | 22 | 8  | 6  | 8  | 39     | 34     | +5    |
| 9e    | FC Aarau           | 18  | 22 | 5  | 8  | 9  | 27     | 29     | -2    |
| 10e   | Lausanne-Sports    | 18  | 22 | 5  | 8  | 9  | 27     | 34     | -7    |
| 11e   | FC Saint-Gall      | 16  | 22 | 5  | 6  | 11 | 29     | 44     | -15   |
| 12e   | FC Lugano          | 16  | 22 | 3  | 10 | 9  | 23     | 46     | -23   |

### Tour final
| Place | Club               | Pts | J  | V | N | D | Buts + | Buts - | Diff. | Bonus 1 |
| 1er   | FC Lucerne         | 33  | 14 | 7 | 5 | 2 | 17     | 11     | +6    | 14      |
| 2e    | Grasshopper Zürich | 30  | 14 | 7 | 2 | 5 | 20     | 18     | +2    | 14      |
| 3e    | FC Sion            | 29  | 14 | 6 | 5 | 3 | 22     | 15     | +7    | 12      |
| 4e    | FC Wettingen       | 28  | 14 | 7 | 2 | 5 | 22     | 14     | +8    | 12      |
| 5e    | BSC Young Boys     | 27  | 14 | 6 | 3 | 5 | 36     | 22     | +14   | 12      |
| 6e    | Neuchâtel Xamax    | 23  | 14 | 4 | 3 | 7 | 23     | 26     | -3    | 12      |
| 7e    | AC Bellinzone      | 21  | 14 | 2 | 4 | 8 | 9      | 26     | -17   | 13      |
| 8e    | Servette FC        | 21  | 14 | 3 | 4 | 7 | 25     | 42     | -17   | 11      |

1 moitié des points du tour préliminaire.

### Qualifications européennes
- FC Lucerne : premier tour de la Coupe des clubs champions européens
- FC Sion : premier tour de la Coupe UEFA
- FC Wettingen : premier tour de la Coupe UEFA

- Grasshopper Zürich : premier tour de la Coupe d'Europe des vainqueurs de coupes, en tant que vainqueur de la Coupe de Suisse

### Tour de promotion/relégation
- Voir championnat de Suisse D2 1988-1989

### Relégations et Promotions
- Le Lausanne-Sports, le FC Aarau, le FC Saint-Gall et le FC Lugano se maintiennent en Ligue nationale A.
- Aucun club n'est relégué en Ligue nationale B.
- Aucun club n'est promu en Ligue nationale A.

## Résultats complets
- Résultats sur RSSSF